# Varig
Varig (acrónimo de Viação Aérea Rio Grandense) fue la primera aerolínea fundada en Brasil, en 1927. Desde 1965 hasta 1990 fue líder de Brasil y casi la única aerolínea internacional. En 2005, entró en un proceso judicial de reorganización, y en 2006 se dividió en dos compañías: informalmente una conocida como la "vieja" Varig, heredera de la línea aérea original y ya desaparecida, y la "nueva" Varig, una nueva empresa totalmente integrada en Gol Linhas Aéreas Inteligentes.

## Historia
Sociedade Anónima Empresa de Viação Aérea Rio-Grandense (Varig) fue la primera aerolínea nacional establecida en Brasil. Fue fundada el 7 de mayo de 1927 en Porto Alegre, por Otto Ernst Meyer-LaBastille, un aviador alemán condecorado en la Primera Guerra Mundial, que emigró a Brasil en 1921 y se dio cuenta de lo necesario que el transporte aéreo era para un gran país como Brasil. Varig fue una empresa comercial alemana primaveral y la aerolínea Condor Syndikat, compartiendo así el mismo origen que la aerolínea Syndicato Condor, más tarde rebautizado Serviços Aéreos Cruzeiro do Sul. Condor Syndikat dio el apoyo operativo y financiero inicial y por un corto tiempo Varig y su hermana-compañía Syndicato Condor fueron operados en asociación.
El primer avión de Varig era un hidroavión Dornier Do J Wal de diez pasajeros, transferido de los activos del Cóndor Syndikat. Este avión, llamado Atlântico, también fue la primera aeronave matriculada en Brasil como P-BAAA. Las operaciones comenzaron el 22 de junio de 1927 con un vuelo desde Porto Alegre a Río Grande a través de Pelotas. Varig heredó los derechos de ruta de Cóndor Syndikat que desde 22 de febrero de 1927 habían operado el servicio.
Varig, lenta pero constante, a pesar de las dificultades añadió más aviones y más destinos a su red centrándose inicialmente en el estado de Rio Grande do Sul. El 5 de agosto de 1942 Varig comenzó su primera ruta internacional de Porto Alegre a Montevideo utilizando su De Havilland DH 89 Dragón Rapide.
En 1941, cuando Estados Unidos declaró la guerra contra el Eje y se unió a los aliados en el conflicto, los suministros de aviación se volvieron escasos, particularmente en términos de gasolina y repuestos. Debido a que los equipos usados en su mayoría alemanes y tenía un gerente-director alemán (Presidente), Varig enfrentó dificultades particulares. Por esta razón, el primer Manager-director de Varig Otto Ernst Meyer renunció el 24 de diciembre de 1941 y los accionistas decidieron que el próximo gerente-director sería de origen brasileño. Érico de Assis Brasil fue elegido pero murió en un accidente aéreo poco después. Fue en 1943 que el primer empleado de Varig, Ruben Martin Berta, un descendiente de abuelos húngaros y alemanes, fue elegido como Gerente-Director y por lo tanto se mantendría hasta su muerte en 1966.

### Expansión (1943-1966)
Una de las primeras decisiones de Ruben Berta era seguir un plan de expansión y unificar la flota de alrededor de un solo tipo de avión. El elegido fue el Lockheed L-10 Electra. Otra sugerencia innovadora se realizó el 29 de octubre de 1945, cuando, sobre la base de las ideas sociales que se encuentran en las encíclicas papales Rerum Novarum y Quadragesimo anno y de El contrato social de Jean-Jacques Rousseau, Berta propuso y la asamblea aprobó la transferencia de 50% de Varig de acciones a una fundación sin fines de lucro que pertenece a los empleados. El objetivo de la fundación es proporcionar salud, beneficios económicos, sociales y recreativas a sus empleados. Décadas más tarde esta fundación se llama Fundación Ruben Berta.
En 1946, con la adición de los Douglas DC-3 y más tarde el Curtiss C-46 a su flota, Varig fue capaz de aumentar considerablemente su red añadiendo ciudades en los estados de Santa Catarina, Paraná, São Paulo y Río de Janeiro, enfrenta una feroz competencia con Real Transportes Aéreos y SAVAG. El 29 de febrero de 1952, Varig compró Aero Geral, una pequeña aerolínea con concesiones para volar desde Natal hasta Santos. Con esta compra Varig amplía enormemente sus operaciones en Brasil, que se extiende más allá de los servicios de Río de Janeiro hasta Natal en la costa brasileña y era así mejor preparados para competir con Panair do Brasil y Cruzeiro do Sul. En 1949 el gobierno brasileño concedió a Varig la concesión para volar a los Estados Unidos, ya que la línea aérea original que tenía la concesión, Cruzeiro do Sul, fue incapaz de explotar los servicios. El vuelo inaugural entre Río de Janeiro-Galeão y Nueva York-Kennedy (entonces conocido como Idlewild) fue el 2 de agosto de 1955. Los servicios fueron operados por tres nuevos Lockheed L-1049G Súper Constellations. El 30 de mayo de 1953 iniciaron vuelos a Buenos Aires utilizando Curtiss C-46s. En enero de 1956 Varig sirvió 55 ciudades de Brasil y cuatro en el extranjero, siendo la segunda aerolínea brasileña en términos de pasajeros transportados.
En 1954, sintiendo la necesidad de aviones más modernos, se adquirieron nuevos Convair 240. La adición de la Lockheed Super Constellation y Convair 240 provocó un profundo cambio de mentalidad en la cultura de Varig, con la introducción de una imagen corporativa más cosmopolita que se mantendría hasta 1996.
El 6 de julio de 1959 Varig, Cruzeiro do Sul y VASP iniciaron los servicios de transporte aéreo entre los aeropuertos Río de Janeiro-Santos Dumont y São Paulo-Congonhas, el primero de su tipo en el mundo. Las tres compañías coordinaron horarios, operaciones e ingresos compartidos. El servicio era una respuesta a la competencia impuesta por Real Transportes Aéreos. La idea, bautizada como puente aéreo (portugués: Ponte Aérea), inspirado en el puente aéreo de Berlín tuvo tanto éxito que fue abandonado sólo en 1999. Los vuelos operados por hora inician con Convair 240 (Varig), Convair 340 (Cruzeiro) y Saab 90 Scandia (VASP). En pocos meses el servicio de transporte dirigido por Varig ganó la batalla contra Real, que fue comprado por Varig en 1961. Sadia Transportes Aéreos se unió al servicio en 1968. Entre 1975 y 1992 fue operado exclusivamente por los Lockheed L-188 Electra de Varig que por en aras de la neutralidad no tenía el nombre de Varig en el fuselaje.
El 19 de diciembre de 1959 Varig comenzó a volar su nuevo avión Sud Aviation SE-210 Caravelle I de 35 pasajeros entre Brasil y Nueva York-Idlewild, parando en Belem, Trinidad y Nasáu; el 2 de julio de 1960, los Caravelles fueron sustituidos por los Boeing 707-441, lo que podría volar desde Río de Janeiro-Galeão a Nueva York-Idlewild sin escalas. Los Caravelles fueron cambiados para operar rutas troncales dentro de Brasil y Buenos Aires-Ezeiza y Montevideo-Carrasco.
Entre mayo y agosto de 1961, después de una larga batalla por el mercado brasileño, Varig llevó gradualmente a lo largo del Consorcio real Aerovías-Nacional, que estaba en dificultades económicas graves. Esta compra no sólo hizo a Varig la aerolínea más grande de América del Sur, pero también otorgó derechos a otras ciudades de América Latina, Miami, la costa oeste de los Estados Unidos y en Japón.
Los servicios europeos comenzaron el 10 de febrero de 1965. Varig había estado presionando para concesiones europeas desde hace más de diez años, pero después de la desconexión repentina de Panair do Brasil por el gobierno militar brasileña, Varig le fue concedido derechos anteriormente en manos de Panair y ordenaron que operaran inmediatamente todos los servicios regulares, incluyendo los vuelos de Panair programados para partir esa misma noche de Río de Janeiro-Galeão a Recife, Lisboa, París-Orly y Fráncfort.
Varig también heredó de Panair de dos Douglas DC-8-33 y el acuerdo con TAP-Transportes Aéreos Portugueses para operar el Voo da Amizade (Español: Vuelo de Amistad) entre São Paulo-Congonhas, Río de Janeiro-Galeão y Lisboa, con paradas en Recife y Sal, ahora que usa los Lockheed L-188 Electra de Varig. Originalmente comenzó el 30 de noviembre de 1960 por Panair y TAP, sólo los ciudadanos o extranjeros con residencia permanente en Brasil o Portugal tenían derecho a la compra de entradas para estos vuelos, que eran muy populares debido a sus bajas tarifas. Esos vuelos fueron operados hasta 1967.
El 14 de diciembre de 1966, Rubem Berta murió de un ataque al corazón. Al día siguiente, el consejo de administración eligió a Erik Oswaldo Kastrup de Carvalho, la mano derecha de Berta y exempleado Panair, como el cuarto Director Presidente de Varig.

### Consolidación (1966-2000)
La crisis del petróleo de 1973 llevó a Varig la necesidad de reemplazar sus aviones de vieja generación con las más nuevas. Para vuelos internacionales el tipo elegido fue el Douglas DC-10, que tuvo su primer vuelo con Varig el 1 de julio de 1974 y este avión tenía el rango de servir a destinos europeos como París sin una parada de reabastecimiento en ruta. En el ámbito doméstico gradualmente el Boeing 737-200 se convirtió en el caballo de trabajo.
Sin embargo, como consecuencia de la crisis del petróleo de 1973, que causó muchas dificultades a las compañías aéreas, en 20 de mayo de 1975 Varig adquirió una participación mayoritaria en Cruzeiro do Sul, que se encontraba en una situación económica especialmente delicada. Cruzeiro do Sul se integró plenamente en VARIG el 1 de enero de 1993.
El 11 de noviembre de 1975, el Gobierno Federal de Brasil creó el Sistema Integrado Brasileño de Transporte Aéreo regional y dividió al país en cinco regiones diferentes, para los cuales cinco aerolíneas regionales de nueva creación recibieron una concesión para operar servicios aéreos. Rio-Sul Serviços Aéreos Regionais S.A. fue la cuarta de esas aerolíneas regionales para hacerse operativa y que fue establecido por Varig en asociación con Top Táxi Aéreo, Banco Bradesco y Atlántica-Boavista Seguros. Sus servicios comenzaron el 8 de septiembre de 1976 y su zona de operaciones comprenden aproximadamente el Sur y partes de las regiones del sudeste de Brasil. Pronto Rio-Sul estaba operando como enlaces de la aerolínea Varig.
En febrero de 1979 Carvalho dejó la Presidencia de Varig debido a una enfermedad grave que se lograron por Harry Schuetz por un corto tiempo, por Hélio Smidt, sobrino de Berta, en 1980 y por Rubel Thomas en 1990.
La década de 1980 estuvo marcada por una modernización de la flota, el crecimiento en el número de destinos y crecientes problemas financieros se originó en la alta inflación y en una crisis de la moneda extranjera. Además, con el fin del régimen militar y el retorno a la democracia en 1985, Varig perdió su íntima conexión con los poderes dominantes. En 1990, con una desregulación gradual promovido por el Gobierno Federal, VASP y Transbrasil estaban autorizados a volar a destinos internacionales, rompiendo el casi-monopolio de Varig desde 1965 (Cruzeiro do Sul fue la única excepción). Más compañías internacionales también fueron autorizados a volar a Brasil, lo que aumenta en gran medida la competencia. Poco a poco Varig comenzó a perder su salud financiera, agravada por los principios de la recesión y la administración de los problemas mundiales de 1990. En 1988, unos años después de la inauguración del Aeropuerto Internacional de São Paulo-Guarulhos, Varig decidió agregar otro centro de operaciones en este aeropuerto junto al Aeropuerto de Río de Janeiro.
En junio de 1995, Varig compró el 49% de las acciones de Pluna Uruguayan Airlines.
En un intento de resolver sus problemas crecientes, Carlos Willy Engels llegó a la presidencia en 1995 y en 1996 fue sucedido por Fernando Abs da Cruz Souza Pinto, quien sería el último presidente de la fase de consolidación en la historia de la compañía. Él desarrolló un ambicioso proyecto para recuperar la salud financiera y operativa para la empresa. Los dos hitos más visibles de este proyecto fueron la nueva imagen corporativa lanzado el 15 de octubre de 1996 -. El primer cambio desde 1955 - y el número de miembros de Varig en Star Alliance, a partir del 22 de octubre de 1997. Varig fue su sexta aerolínea asociada, y la primera para unirse después de su lanzamiento sólo 5 meses antes.
A pesar de algunos éxitos en la reorganización de la empresa, Pinto no tuvo todo el apoyo de la Fundación Ruben Berta, el controlador de Varig y, como consecuencia, dejó la Presidencia de Varig, el 28 de enero de 2000. Ese mismo año se convirtió en el CEO de TAP Portugal y con éxito re-organizó esa aerolínea. Pinto fue sucedido por Ozires Silva, expresidente del fabricante brasileño de aviones Embraer.

### Disminución y ruptura final (2000-2006)
La administración de Ozires Silva, que duró sólo 2,5 años, comenzó con una importante reestructuración en la empresa, con el objetivo de hacer de la Fundación Ruben Berta más potente y el presidente-director más débil. También, el 28 de enero de 2000, todas las operaciones de carga se unieron bajo una nueva aerolínea llamada VarigLog. Aun así, la aerolínea presentó a finales del año, por primera vez en su historia expuesta Activos netos de BRL148.6 millones - es decir, el importe de los débitos era mayor que la cantidad de créditos y activos. Un año más tarde, alcanzaría BRL523 millones.
En 2001 Varig vio el nacimiento de un nuevo competidor en el mercado brasileño: Gol Linhas Aéreas y la creciente competencia de VASP y Transbrasil por la supervivencia por las tarifas. Además, por primera vez desde 1961, Varig perdió el primer lugar en la cuota de mercado nacional en términos de pasajeros/km para TAM Airlines. Más adelante en el año, los ataques del 11 de septiembre se incrementaron aún más las dificultades operativas y económicas de Varig.
En 2002 la Fundación Ruben Berta fusionó la administración de Varig y su filial Rio Sul Serviços Aéreos Regionais (que incluía la marca Nordeste Linhas Aéreas Regionais). Las tres marcas se utilizan por separado con Rio-Sul y Nordeste proporcionar los servicios de enlace de Varig.
Las discusiones para fusionar Varig con TAM Airlines terminaron sin éxito en 2004 y el mismo año Varig cayo al tercer lugar en la cuota de mercado nacional de Brasil, detrás de TAM y Gol.
VARIG solicita al Tribunal de Comercio de Quiebras y de Reorganización en Río de Janeiro el 17 de junio de 2005, la apertura de un procedimiento "de reorganización judicial" de conformidad con la nueva Ley Concursal y Reestructuración del Brasil (Ley 11.101). La solicitud fue concedida el 22 de junio de 2005, si bien VARIG siguió prestando servicios a pesar de sus problemas financieros.
Con el fin de recaudar fondos, el Tribunal de Reorganización de Quiebras decidió vender dos de las subsidiarias de Varig:
- En noviembre de 2005 el centro de Mantenimiento e Ingeniería VEM fue vendido a un consorcio presidido por la aerolínea portuguesa TAP Portugal.
- En diciembre de 2005, la división de carga VarigLog fue vendida a Volo do Brasil, un consorcio iniciado por los fondos de capital privado MatlinPatterson Global Advisors y tres inversores brasileños (Marco Antonio Audi, Marco Hapfel y Luiz Gallo). La negociación se concluyó en junio de 2006.

Después de dos intentos fallidos para subastar la línea aérea en su conjunto, el tribunal de quiebras decidió dividir la aerolínea en dos entidades judiciales diferentes, informalmente conocidas como la "vieja" Varig y la "nueva" Varig:
- La primera parte, llamada formalmente Nordeste Linhas Aéreas S.A. e informalmente conocido como la "vieja" Varig, compuesta por la marca Nordeste, una aeronave, las deudas, los pasivos, las disputas legales, diversos activos, y las concesiones y propiedades de la Varig original. Dado que la "vieja" Varig ya no podía utilizar el nombre de Varig, la compañía utiliza la marca Nordeste por un tiempo hasta que en 2008 empezó a usar el nombre de Flex Linhas Aéreas.
- La segunda parte, llamada formalmente VRG Linhas Aéreas e informalmente conocido como la "nueva" Varig, es una nueva aerolínea de marca que comprende las marcas Varig y Rio-Sul, los derechos de rutas de Varig, todas las aeronaves menos una y el programa de millas "Sonrisas". La "nueva" Varig fue subastada el 14 de julio de 2006 y adjudicada a Volo do Brasil (dueño de VarigLog); con ello,  los procedimientos jurídicos concluyeron el 20 de julio de 2006.

#### La "vieja" Varig
Desde el 23 de octubre de 2007, la ex Viação Aérea Rio-Grandense S.A. era conocido judicialmente como Nordeste Linhas Aéreas S.A., y es operado bajo la marca Flex Linhas Aéreas. El 18 de agosto de 2009, la Agencia Nacional de Aviación Civil de Brasil renovó la autorización de Flex para operar vuelos no regulares de pasajeros, carga y los servicios postales. Por lo tanto, Flex ha operado vuelos en nombre de otras aerolíneas, como contratado.
Entre el 17 de junio de 2005 y el 2 de septiembre de 2009, el "viejo Varig" permaneció en orden de ingreso en la primera Corte Comercial de Río de Janeiro, bajo el liderazgo de los Jueces Luiz Roberto Ayoub y Miguel Dau. Después del levantamiento de la protección por bancarrota, la administración de la línea aérea podría haber regresado a su dueño original, la Fundación Ruben Berta, que aún se adeuda el 87% de las acciones de Varig. Sin embargo, la Fundación Ruben Berta prefirieron guardar un administrador judicial.
En septiembre de 2006 la "vieja" Varig vendió su participación en PLUNA (49% de las acciones) al Gobierno uruguayo.
El 31 de enero de 2007, Varig Brazilian Airlines ("vieja" Varig) fue suspendido de la pertenencia a Star Alliance por no cumplir con los requisitos previos de la membresía y el 19 de octubre de 2008, el código RG de la IATA y el indicativo Varig oficialmente dejó de existir.

Como resultado de las deudas acumuladas, el 20 de agosto de 2010, a petición del administrador de la línea aérea, la primera Corte Comercial de Río de Janeiro declaró a Flex en quiebra e inició el proceso de liquidación. Sin embargo, el 10 de septiembre, el proceso de bancarrota fue suspendido a petición de la Fundación Ruben Berta y la compañía volvió en términos prácticos a estado de la orden de recuperación hasta que se juzga la validez de la quiebra.
Informacion Adicional: Flex Linhas Aereas

#### La "nueva" Varig
VRG Linhas Aéreas S.A. es hoy totalmente integrado con Gol Linhas Aéreas.
El 21 de julio de 2006, la "nueva" Varig canceló todos sus vuelos, a excepción de servicio de transporte de Río de Janeiro-São Paulo, que permaneció siendo operado en un acuerdo con la "vieja" Varig. El 28 de julio de 2006, la "nueva" Varig anunció que recortaría el 60% de su personal.
Entre septiembre y noviembre de 2006, la "nueva" Varig anunció sus intenciones de reanudar gradualmente algunos vuelos nacionales e internacionales. El 14 de diciembre de 2006, la Agencia Nacional de Aviación Civil de Brasil emitió el certificado final de la "nueva" Varig, por lo que es totalmente operativa. Poco después de su otorgamiento, se anunciaron los pedidos de 16 aviones, para traer la flota de 31 aviones y el acuerdo operacional con la "vieja" Varig expiró.
Antes y después del relanzamiento en diciembre de 2006, la "nueva Varig" lucharon mucho para encontrar a socios estratégicos, debido a la falta de credibilidad, que afecta a los contratos de aeronaves, la red y el personal heredado de la "vieja" Varig. La "nueva" Varig se enfrentaba pérdidas mensuales de hasta US $ 20 millones, y MattlinPatterson no estaba dispuesto a invertir más dinero en la empresa, poniendo a la "nueva" Varig en dificultades económicas extremas.
El 28 de marzo de 2007, Gol Airlines compró la "nueva Varig" (VRG Linhas Aéreas) por US $ 320 millones, y anunció que VRG Linhas Aéreas, el operador de la marca VARIG, continuaría operando bajo su nombre original. La transacción se completó el 9 de abril de 2007.
El nuevo propietario reestructuró radicalmente la flota, la red, eliminó la cabina de primera clase de la aeronave, y se transforma poco a poco la marca Varig en el brazo del Grupo Gol especializado en destinos internacionales medianas regulares y de fletamento y de larga distancia. El 23 de octubre de 2007 la nueva imagen corporativa de Varig se dio a conocer, haciendo hincapié en el color naranja de Gol.
El 29 de septiembre de 2008 Gol se fusionó con VRG Linhas Aéreas y así VRG Linhas Aéreas se convirtió en una línea aérea con dos marcas diferentes: Varig y Gol. Como consecuencia, por mediados de abril de 2009, los sistemas de reserva de Varig se integraron dentro de Gol y el programa de millas Smiles fue reformulado para incluir en Gol. En junio de 2009, la "nueva" Varig dejó de operar sus propios vuelos y comenzó a utilizar los números de vuelo de Gol.

De 2006 a 2009 la "nueva" Varig fue obligado por contrato a comprar un mínimo de 140 horas/mes de los servicios de la "vieja" Varig. Por lo tanto, algunos de los vuelos de VRG Líneas Aéreas operados con los números de vuelo de Gol son en realidad volando con aviones fletados desde Flex Linhas Aéreas.
Informacion Adicional: Gol Linhas Aéreas

## Destinos
A continuación se encuentran los destinos servidos por Varig desde su fundación.

### Destinos internacionales
| Ciudades por países       | Nombre del aeropuerto                                             |              |              |              |
| Norteamérica              | Norteamérica                                                      | Norteamérica | Norteamérica | Norteamérica |
| ------------------------- | ----------------------------------------------------------------- | ------------ | ------------ | ------------ |
| Canadá                    |                                                                   |              |              |              |
| Montreal                  | Aeropuerto Internacional Pierre Elliott Trudeau                   |              |              |              |
| Toronto                   | Aeropuerto Internacional Toronto Pearson                          |              |              |              |
| Estados Unidos            |                                                                   |              |              |              |
| Atlanta                   | Aeropuerto Internacional Hartsfield Jackson                       |              |              |              |
| Chicago                   | Aeropuerto Internacional O'Hare                                   |              |              |              |
| Honolulu                  | Aeropuerto Internacional Daniel K. Inouye                         |              |              |              |
| Los Ángeles               | Aeropuerto Internacional de Los Ángeles                           |              |              |              |
| Miami                     | Aeropuerto Internacional de Miami                                 |              |              |              |
| Nueva York                | Aeropuerto Internacional John F. Kennedy                          |              |              |              |
| Orlando                   | Aeropuerto Internacional de Orlando                               |              |              |              |
| San Francisco             | Aeropuerto Internacional de San Francisco                         |              |              |              |
| Washington D. C.          | Aeropuerto Internacional Washington Dulles                        |              |              |              |
| México                    |                                                                   |              |              |              |
| Cancún                    | Aeropuerto Internacional de Cancún                                |              |              |              |
| Ciudad de México          | Aeropuerto Internacional de la Ciudad de México                   |              |              |              |
| Centroamérica y El Caribe |                                                                   |              |              |              |
| Aruba                     |                                                                   |              |              |              |
| Oranjestad                | Aeropuerto Internacional Reina Beatrix                            |              |              |              |
| Barbados                  |                                                                   |              |              |              |
| Bridgetown                | Aeropuerto Internacional Grantley Adams                           |              |              |              |
| Costa Rica                |                                                                   |              |              |              |
| San José                  | Aeropuerto Internacional Juan Santamaría                          |              |              |              |
| Puerto Rico               |                                                                   |              |              |              |
| San Juan                  | Aeropuerto Internacional Luis Muñoz Marín                         |              |              |              |
| Panamá                    |                                                                   |              |              |              |
| Ciudad de Panamá          | Aeropuerto Internacional de Tocumen                               |              |              |              |
| República Dominicana      |                                                                   |              |              |              |
| Santo Domingo             | Aeropuerto Internacional Las Américas                             |              |              |              |
| Trinidad y Tobago         |                                                                   |              |              |              |
| Puerto España             | Aeropuerto Internacional de Piarco                                |              |              |              |
| Suramérica                |                                                                   |              |              |              |
| Argentina                 |                                                                   |              |              |              |
| Buenos Aires              | Aeropuerto Internacional Ministro Pistarini                       |              |              |              |
| Córdoba                   | Aeropuerto Internacional Ingeniero Aeronáutico Ambrosio Taravella |              |              |              |
| Mendoza                   | Aeropuerto Internacional Gobernador Francisco Gabrielli           |              |              |              |
| Rosario                   | Aeropuerto Internacional Rosario Islas Malvinas                   |              |              |              |
| Bolivia                   |                                                                   |              |              |              |
| La Paz                    | Aeropuerto Internacional El Alto                                  |              |              |              |
| Santa Cruz de la Sierra   | Aeropuerto Internacional Viru Viru                                |              |              |              |
| Chile                     |                                                                   |              |              |              |
| Santiago de Chile         | Aeropuerto Internacional Arturo Merino Benítez                    |              |              |              |
| Colombia                  |                                                                   |              |              |              |
| Bogotá                    | Aeropuerto Internacional El Dorado                                |              |              |              |
| Ecuador                   |                                                                   |              |              |              |
| Guayaquil                 | Aeropuerto Internacional José Joaquín de Olmedo                   |              |              |              |
| Quito                     | Aeropuerto Internacional Mariscal Sucre                           |              |              |              |
| Guayana Francesa          |                                                                   |              |              |              |
| Cayena                    | Aeropuerto de Cayenne-Rochambeau                                  |              |              |              |
| Guyana                    |                                                                   |              |              |              |
| Georgetown                | Aeropuerto Internacional Cheddi Jagan                             |              |              |              |
| Paraguay                  |                                                                   |              |              |              |
| Asunción                  | Aeropuerto Internacional Silvio Pettirossi                        |              |              |              |
| Perú                      |                                                                   |              |              |              |
| Iquitos                   | Aeropuerto Internacional Coronel FAP Francisco Secada Vignetta    |              |              |              |
| Lima                      | Aeropuerto Internacional Jorge Chávez                             |              |              |              |
| Surinam                   |                                                                   |              |              |              |
| Paramaribo                | Aeropuerto Internacional Johan Adolf Pengel                       |              |              |              |
| Uruguay                   |                                                                   |              |              |              |
| Montevideo                | Aeropuerto Internacional de Carrasco                              |              |              |              |
| Venezuela                 |                                                                   |              |              |              |
| Caracas                   | Aeropuerto Internacional de Maiquetía Simón Bolívar               |              |              |              |
| Europa                    |                                                                   |              |              |              |
| Alemania                  |                                                                   |              |              |              |
| Colonia/Bonn              | Aeropuerto de Colonia/Bonn                                        |              |              |              |
| Fráncfort del Meno        | Aeropuerto de Fráncfort del Meno                                  |              |              |              |
| Múnich                    | Aeropuerto Internacional de Múnich-Franz Josef Strauss            |              |              |              |
| Dinamarca                 |                                                                   |              |              |              |
| Copenhague                | Aeropuerto de Copenhague-Kastrup                                  |              |              |              |
| España                    |                                                                   |              |              |              |
| Barcelona                 | Aeropuerto de Barcelona-El Prat                                   |              |              |              |
| Madrid                    | Aeropuerto de Madrid Barajas                                      |              |              |              |
| Francia                   |                                                                   |              |              |              |
| París                     | Aeropuerto de París-Charles de Gaulle                             |              |              |              |
| París                     | Aeropuerto de París-Orly                                          |              |              |              |
| Italia                    |                                                                   |              |              |              |
| Milán                     | Aeropuerto de Milán-Malpensa                                      |              |              |              |
| Roma                      | Aeropuerto de Roma-Fiumicino                                      |              |              |              |
| Países Bajos              |                                                                   |              |              |              |
| Ámsterdam                 | Aeropuerto de Ámsterdam-Schiphol                                  |              |              |              |
| Portugal                  |                                                                   |              |              |              |
| Lisboa                    | Aeropuerto de Lisboa                                              |              |              |              |
| Oporto                    | Aeropuerto de Oporto-Francisco Sá Carneiro                        |              |              |              |
| Reino Unido               |                                                                   |              |              |              |
| Londres                   | Aeropuerto de Londres-Heathrow                                    |              |              |              |
| Suiza                     |                                                                   |              |              |              |
| Ginebra                   | Aeropuerto Internacional de Ginebra                               |              |              |              |
| Zúrich                    | Aeropuerto Internacional de Zúrich                                |              |              |              |
| África                    |                                                                   |              |              |              |
| Angola                    |                                                                   |              |              |              |
| Luanda                    | Aeropuerto Internacional Quatro de Fevereiro                      |              |              |              |
| Cabo Verde                |                                                                   |              |              |              |
| Isla de Sal               | Aeropuerto Internacional Amílcar Cabral                           |              |              |              |
| Costa de Marfil           |                                                                   |              |              |              |
| Abiyán                    | Aeropuerto Port Bouet                                             |              |              |              |
| Liberia                   |                                                                   |              |              |              |
| Monrovia                  | Aeropuerto Internacional Roberts                                  |              |              |              |
| Mozambique                |                                                                   |              |              |              |
| Maputo                    | Aeropuerto Internacional de Maputo                                |              |              |              |
| Nigeria                   |                                                                   |              |              |              |
| Lagos                     | Aeropuerto Internacional Murtala Muhammed                         |              |              |              |
| Sudáfrica                 |                                                                   |              |              |              |
| Ciudad del Cabo           | Aeropuerto Internacional de Ciudad del Cabo                       |              |              |              |
| Johannesburgo             | Aeropuerto Internacional de Johannesburgo-Oliver Reginald Tambo   |              |              |              |
| Asia                      |                                                                   |              |              |              |
| Hong Kong                 |                                                                   |              |              |              |
| Hong Kong                 | Aeropuerto Internacional Kai Tak (Cerrado)                        |              |              |              |
| Hong Kong                 | Aeropuerto Internacional de Hong Kong                             |              |              |              |
| Japón                     |                                                                   |              |              |              |
| Nagoya                    | Aeropuerto de Komaki                                              |              |              |              |
| Tokio                     | Aeropuerto Internacional de Haneda                                |              |              |              |
| Tokio                     | Aeropuerto Internacional de Narita                                |              |              |              |
| Líbano                    |                                                                   |              |              |              |
| Beirut                    | Aeropuerto Internacional Rafic Hariri                             |              |              |              |
| Tailandia                 |                                                                   |              |              |              |
| Bangkok                   | Aeropuerto Internacional Don Mueang                               |              |              |              |

## Flota
La lista de la flota a continuación se relaciona con Varig desde sus inicios hasta la actualidad.

## Accidentes e incidentes
A partir de enero de 2012, la Aviation Safety Network reporta 39 accidentes o incidentes de Varig desde agosto de 1949.

### Accidentes graves con víctimas mortales
- 28 de febrero de 1942: un Junkers Ju-52/3m registro PP-VAL, se estrelló poco después del despegue en Porto Alegre. 7 de los 23 ocupantes murieron, incluyendo 2 miembros de la tripulación.
- 20 de junio de 1944: un Lockheed 10 A/E Electra registro PP-VAQ en acercamiento a Porto Alegre después de un vuelo de Pelotas durante una tormenta se estrelló en las aguas del río Guaíba. Todos los 10 pasajeros y tripulantes murieron.
- 2 de agosto de 1949: un Curtiss C-46AD-10-CU Commando registro PP-VBI operaba un vuelo de São Paulo-Congonhas a Porto Alegre hizo un aterrizaje de emergencia en terrenos difíciles, cerca de la ubicación de Jaquirana, aproximadamente 20 minutos antes de aterrizar en Porto Alegre, a raíz de incendios en la bodega de carga. De los 36 pasajeros y tripulantes a bordo, 5 murieron.
- 4 de junio de 1954: un Curtiss C-46AD-10-CU Commando registro PP-VBZ operaba un vuelo de carga entre Sao Paulo-Congonhas y Porto Alegre se estrelló durante el despegue de São Paulo. Toda la tripulación murió.
- 7 de abril de 1957: Un Curtiss C-46AD-10-CU Commando registro PP-VCF operaba un vuelo de Bagé a Porto Alegre se estrelló durante el despegue en Bagé tras un incendio desarrollado en la rueda de engranaje principal izquierda y las dificultades técnicas consiguientes. Todos los 40 pasajeros y tripulantes murieron.
- 18 de octubre de 1957: un Douglas C-47A-80-DL registro PP-VCS operaba un vuelo de carga de Porto Alegre se estrelló en el despegue. Toda la tripulación murió.
- 12 de abril de 1960: un Douglas C-53 registro PP-CDS operaba un vuelo en nombre de Cruzeiro do Sul de Pelotas a Porto Alegre chocó con otros dos aviones, se estrelló y se incendió después de que se desvió hacia la derecha en el despegue y una sobre corrección provocó un giro brusco a la izquierda. De los 22 pasajeros y tripulantes a bordo, 10 murieron.
- 27 de noviembre de 1962: un Boeing 707-441 de inscripción PP-VJB operaba el vuelo 810, desde Río de Janeiro-Galeão a Lima después de iniciar un procedimiento de rebase por sugerencia de la torre de control, ya que era demasiado alto, procedieron a iniciar otro enfoque cuando se estrelló en el pico de La Cruz, a 8 millas de distancia del Aeropuerto de Lima. Posiblemente hubo una mala interpretación de los instrumentos de navegación. Todos los 97 pasajeros y tripulantes a bordo murieron.
- 22 de diciembre de 1962: un Convair CV-240-2, matrícula PP-VCQ, que volaba de Río de Janeiro a Brasilia a través de Belo Horizonte-Pampulha, descendió por debajo de la altitud prescrita, mientras que en la aproximación final a Brasilia, golpeo unos árboles, derrapó y cayó a un lado. Un miembro de la tripulación murió, de los 40 ocupantes de la aeronave.
- 1 de julio de 1963: un Douglas C-47B-20-DK registro PP-VBV que volaba desde Porto Alegre a Carazinho, Passo Fundo y Erechim chocó con árboles en un terreno elevado y se estrelló poco antes de llegar a Passo Fundo. De los 18 pasajeros y tripulantes a bordo, 15 murieron.
- 5 de marzo de 1967: un Douglas DC-8-33 registro PP-PEA que operaba el vuelo 837 desde Beirut y Roma-Fiumicino a Recife y Río de Janeiro-Galeão través de Monrovia se incendió después de un enfoque equivocado a Monrovia, falta el umbral de la pista por 1836 metros. De los 90 pasajeros y tripulantes a bordo 51 murieron, así como 5 en tierra.
- 9 de junio de 1973: un Boeing 707-327C de carga registro PP-VJL volaba del Aeropuerto Internacional de Viracopos-Campinas a Río de Janeiro-Galeão mientras que hace una aproximación por instrumentos a Río de Janeiro-Galeão había problemas técnicos con los spoilers que finalmente causaron que la aeronave cayera abajo, descendió rápido, golpeó las luces de aproximación y zanja. 2 de los 4 ocupantes murieron.
- 11 de julio de 1973: un Boeing 707-345C registro PP-VJZ que operaba el vuelo 820 de Río de Janeiro-Galeão a París-Orly hizo un aterrizaje de emergencia con éxito en un proceso abierto al campo 5 km antes de aterrizar, después de informar de un incendio en un sanitario trasero. Sin embargo, 123 de los 134 pasajeros y tripulantes a bordo murieron, intoxicados por el humo y monóxido de carbono antes de evacuar el avión.
- 30 de enero de 1979: un Boeing 707-323C de carga PP-VLU que operaba el vuelo 967 en ruta desde Tokio-Narita a Río de Janeiro-Galeão vía Los Ángeles desapareció sobre el Océano Pacífico a unos 30 minutos (200 kilómetros al NE) de Tokio. Las causas son desconocidas ya que el avión nunca fue encontrado. Entre otro tipo de carga, el avión transportaba 153 pinturas de la artista brasileño-japonés Manabu Mabe, por valor de USD 1,24 millones. El avión fue volado por Gilberto Araújo da Silva, quien también fue el capitán y sobreviviente del accidente del vuelo 820 de seis años antes. Los 6 tripulantes murieron y sus cuerpos nunca fueron recuperados.
- 3 de enero de 1987: El vuelo 797 de Varig se estrelló cerca de Abiyán, Costa de Marfil. El avión, que tenía como destino Río de Janeiro, cayó tras sufrir una falla en el motor. Murieron 50 personas y sólo una sobrevivió.
- 3 de septiembre de 1989: El vuelo 254 de Varig se desvió de su ruta por una mala interpretación del plan de vuelo y, tras agotársele el combustible, se estrelló cerca de São José do Xingu en Brasil al intentar realizar un aterrizaje de emergencia en la jungla. Murieron 13 pasajeros. Los sobrevivientes fueron encontrados dos días después.
- 14 de febrero de 1997: El vuelo 265 de Varig se salió de la pista del aeropuerto de Carajás en Brasil cuando aterrizaba, debido al mal tiempo. El primer oficial murió en el impacto.

### Incidentes
- 30 de mayo de 1972: un Lockheed Electra L-188 registro PPVJL operaba un vuelo entre Sao Paulo-Congonhas a Porto Alegre fue secuestrado. El secuestrador exigió dinero. El avión fue asaltado y el secuestrador se suicidó.

## Programa de Viajero Frecuente de Varig
Smiles fue el programa de viajero frecuente de Varig hasta el 20 de julio de 2006. Los puntos podrían utilizarse para los servicios de Varig, sus subsidiarias y sus socios de Star Alliance, incluidos vuelos, ascensos, vacaciones, estadías en hoteles y alquiler de autos. Smiles era parte del paquete "nuevo Varig" comprado por Gol Linhas Aéreas. Todas las millas fueron honradas y finalmente Smiles se convirtió en el propio programa de viajero frecuente de Gol.